# Hokuto no Ken Fighting
Hokuto no Ken Fighting (北斗の拳, intitulé Fist of the North Star dans sa version américaine) est un jeu vidéo de combat développé par Arc System Works et édité par Sega. Il est sorti en 2005 sur borne d'arcade.
Le jeu a été porté en 2007 sur PlayStation 2 sous le nom Hokuto no Ken: Shinpan no Sōsōsei Kengō Retsuden (北斗の拳 ～審判の双蒼星 拳豪列伝～). Tandis que la version arcade a été distribuée aux États-Unis, la version PlayStation 2 n'est jamais sorti en dehors des frontières japonaises.
Le jeu est dérivé du manga Ken le Survivant.

## Personnages jouables
- Heart
- Jagi
- Kenshiro
- Mamiya
- Raoh
- Rei
- Shin
- Souther
- Toki
- Yuda